# Méthyldichlorosilane
Le méthyldichlorosilane est un composé organosilicié de formule chimique CH3SiHCl2. Il se présente sous la forme d'un liquide incolore très inflammable à l'odeur piquante et susceptible de former des mélanges explosifs avec l'air. Son point d'auto-inflammation est à 316 °C. C'est un intermédiaire dans la production des silicones et des organosilanes fonctionnalisés. On peut l'obtenir par hydrosilylation d'alcènes et d'alcynes en présence de composés métallochlorés.
Le méthyldichlorosilane réagit violemment au contact de l'eau. Il se décompose sous l'effet de la chaleur en libérant des composés dangereux et toxiques, comme le chlorure d'hydrogène HCl et le phosgène COCl2.